# Aérodrome de Dunkerque - Les Moëres
 (avril 2025).
Si vous disposez d'ouvrages ou d'articles de référence ou si vous connaissez des sites web de qualité traitant du thème abordé ici, merci de compléter l'article en donnant les références utiles à sa vérifiabilité et en les liant à la section « Notes et références ».
L'aérodrome de Dunkerque Les-Moëres (code IATA : XDK • code OACI : LFAK) est situé en France, sur la commune des Moëres dans le département du Nord en région Hauts-de-France, à 12 km à l'est de Dunkerque.
Durant la Première Guerre mondiale, un champ d'aviation existait déjà. Il passa aux mains d'une escadrille belge commandée par le capitaine Fernand Jacquet.  Le roi Victor-Emmanuel III d'Italie et le roi Albert Ier de Belgique s'y sont rendus ensemble.
Cet aéroclub est habilité à former et remettre des brevets de pilotes non professionnels.
L'aéroclub dispose aujourd'hui de 4 avions: deux DR400 (120 et 160 cv) et de 2 Piper PA-28 (180 cv et 200 cv).

## Caractéristiques
- Altitude du terrain : -1 mètre
- Piste : 07/25 en herbe, largeur 50 m[1]
- Deux hangars pour les avions du club
- Activité ULM sur terrain adjacent

## Activités sur l'aérodrome
- Aéroclub de Dunkerque
- Club ULM Les Cigognes

## Zone ULM
Une zone ULM est contigüe à l'aérodrome (200 × 35 m)